# فابیو د لوئیجی
فابیو د لوئیجی (ایتالیایی: Fabio De Luigi؛ زادهٔ ۱۱ اکتبر ۱۹۶۷) بازیگر و فیلم‌نامه‌نویس اهل ایتالیا است.
از فیلم‌هایی که وی در آن نقش داشته است، می‌توان به مادربزرگ رو بذار توی فریزر، خانواده خوشبخت، همه مردان بی‌کفایت، کریسمس در ریو، بدترین هفته زندگی‌ام و ازدواج‌ها اشاره کرد.